# Graščica
Graščica är en bergskedja i Bosnien och Hercegovina.   Den ligger i entiteten Federationen Bosnien och Hercegovina, i den centrala delen av landet, 27 km väster om huvudstaden Sarajevo.
Graščica sträcker sig 3,3 km i sydostlig-nordvästlig riktning. Den högsta toppen är Šuplja Bukva, 941 meter över havet.
Topografiskt ingår följande toppar i Graščica:
- Čolakova Žega
- Grad
- Klis
- Kominovi
- Ravni Grad
- Šuplja Bukva

I omgivningarna runt Graščica växer i huvudsak lövfällande lövskog. Runt Graščica är det ganska tätbefolkat, med 93 invånare per kvadratkilometer.